# Viva Zapatero!
Viva Zapatero! è un documentario del 2005 realizzato da Sabina Guzzanti nel quale ricostruisce le vicissitudini successive al programma satirico Raiot - Armi di distrazione di massa, chiuso dalla Rai dopo la prima puntata.

## Descrizione
Il documentario contiene, oltre a brevi spezzoni di Raiot, interviste e testimonianze delle persone coinvolte nella sospensione del programma. La Guzzanti allarga il caso denunciando una situazione di censura dell'informazione in Italia coinvolgendo, tra gli altri, non solo politici di destra e di sinistra, ma anche giornalisti quali Marco Travaglio ed Enzo Biagi ed attori come Dario Fo e Daniele Luttazzi. Con alcuni giornalisti stranieri in Italia, comici ed autori di programmi satirici stranieri, e con l'aiuto di intellettuali come Luciano Canfora, cerca di confrontare la situazione italiana della TV con quella all'estero.
Il titolo è un forte richiamo all'azione del leader socialista spagnolo José Luis Rodríguez Zapatero, che è riuscito, come promesso dopo la vittoria alle elezioni, a fare una prima riforma TV slegando l'ente pubblico RTVE dalla partitocrazia e ad aprire il mercato ad altri soggetti (scatenando le violente ire dei rappresentanti Mediaset in Spagna che hanno addirittura gridato al golpe per favorire gli editori vicini al PSOE).
Tale situazione viene confrontata con quella italiana, dove i membri del consiglio di amministrazione RAI, ovvero l'organo che decide ciò che può essere trasmesso o meno, sono scelti dal governo, rendendo la televisione pubblica italiana strettamente controllata dal potere politico. Derivano infatti da questa ingerenza tutte le varie censure denunciate dalla Guzzanti con questo film. Il titolo è anche un richiamo al film di Elia Kazan del 1952 Viva Zapata!.

## Argomento
La Guzzanti scrive per la Rai un programma satirico, Raiot - Armi di distrazione di massa (gioco di parole tra "RAI" e la parola inglese "riot", "rivolta"). Raiot si componeva di una serie di puntate monotematiche della durata di un'ora ciascuno, che comprendevano un monologo della Guzzanti e vari sketch.
Nella prima puntata si trattava della libertà di espressione, c'era una parodia del ministro delle telecomunicazioni Maurizio Gasparri da parte di Neri Marcorè, dell'allora presidente del consiglio Silvio Berlusconi e di Lucia Annunziata.
Il programma viene visto da 1.834.000 telespettatori, che equivale al 18,37% di share e arriva a raggiungere il 25% (più di due milioni di telespettatori) nel suo momento culminante, facendo così di Rai 3 il canale più visto per più di mezz'ora dopo mezzanotte.
Mediaset, fortemente attaccata nel programma, reclama 20 milioni di euro di danni dalla RAI, la produttrice del programma, Sabina Guzzanti e il resto degli autori. Il presidente di Mediaset Fedele Confalonieri lamentava che lo show della Guzzanti, specie nella parodia di intervista al ministro Gasparri, non fosse stata satira, ma «cronaca falsa al fine di screditare» Berlusconi e l'azienda.
Il direttore di Rai 3 Paolo Ruffini decide la sospensione «in totale autonomia» ma con l'assenso del presidente Lucia Annunziata. I vertici Rai hanno convenuto che quel particolare momento che l'Italia stava vivendo (il lutto nazionale per l'attentato a Nassiriya dove sono morti 19 soldati italiani) non fosse adatto alla messa in onda di un programma di satira politica.
La procura di Milano rifiuta la richiesta di Mediaset per mancanza di fondamento e giudica Raiot non diffamatoria in quanto programma satirico e in quanto i fatti raccontati nel programma sono autentici. Il programma viene cancellato anche in seguito alle proteste della comunità ebraica per l'utilizzo nel programma dell'espressione antisemita "razza ebraica".
Poiché non può andare in onda, le puntate successive del programma si svolgono per protesta nell'Auditorium di Roma, con entrata gratuita.
Il programma viene proiettato in molti cinema del paese e dalla piattaforma satellitare Sky, oltre ad essere visibile anche via internet. Circa 15.000 persone assistono all'evento tramite uno schermo gigante installato fuori dell'Auditorium.
Altri argomenti trattati nel documentario sono:
- il fatto che l'Italia sia scesa al 77º posto secondo l'Osservatorio Mondiale delle Libertà Civili;
- la testimonianza di Beppe Grillo, i cui show non vengono più trasmessi in TV (malgrado facciano regolarmente il "tutto esaurito");
- il licenziamento del giornalista Giorgio Pieroni insieme ad altri lavoratori della RAI, molto critico con il governo e la concentrazione di risorse nel settore dell'informazione;
- l'editto bulgaro emesso da Berlusconi contro Enzo Biagi, Michele Santoro e Daniele Luttazzi.

## Distribuzione
Il 14 ottobre 2011 il documentario è stato trasmesso in prima serata sul canale LA7. Dopo la proiezione del film è seguito il talk-show Film evento, in cui Enrico Mentana ha commentato il film con vari ospiti presenti in studio.

## Riconoscimenti
Il film ha vinto il Nastro d'argento al miglior documentario nel 2006.